# Cimeterre (1911)
Cimeterre – francuski niszczyciel z okresu I wojny światowej, jedna z 12 zbudowanych jednostek typu Bouclier. Wyporność okrętu wynosiła 894 tony, a jego główne uzbrojenie stanowiły dwa działa kalibru 100 mm wsparte lżejszą artylerią oraz bronią torpedową. Napędzana turbinami parowymi jednostka rozwijała prędkość 31 węzłów, osiągając zasięg 1200–1400 Mm przy prędkości 12–14 węzłów.
„Cimeterre” został zwodowany 13 kwietnia 1911 roku w stoczni Forges et Chantiers de la Gironde w Bordeaux, a w skład Marine nationale wcielono go 10 września 1912 roku. Okręt służył na Morzu Śródziemnym, aktywnie uczestnicząc w działaniach wojennych (m.in. biorąc udział w bitwie w Cieśninie Otranto). Jednostkę wycofano ze służby 10 lipca 1926 roku.

## Projekt i budowa
Po zbudowaniu serii niszczycieli (fr. contre-torpilleur d’escadre) „450-tonowych” (typów: Spahi, Voltigeur i Chasseur) dowództwo marynarki francuskiej Marine nationale podjęło działania w celu pozyskania większych okrętów. W 1907 roku Rada Najwyższa Floty postanowiła, że do 1919 roku zostaną zbudowane 63 nowe jednostki tej klasy, co oznaczało wodowanie sześciu–siedmiu okrętów rocznie. Powiększenie wyporności pozwalało na zamontowanie silniejszego niż stosowanego dotychczas uzbrojenia, zainstalowanie siłowni o większej mocy i zwiększenie dzielności morskiej, co miało umożliwić towarzyszenie siłom głównym w trudnych warunkach atmosferycznych. 28 kwietnia 1908 roku do Dowództwa Generalnego Marynarki Wojennej wpłynęło memorandum dyrektora ds. budowy okrętów Dudeboisa, w którym postulował on powiększenie wyporności nowo projektowanych niszczycieli co najmniej do 500–600 ton, podwyższenie pokładu dziobowego oraz wzmocnienie uzbrojenia z dotychczasowych sześciu dział kalibru 65 mm do dwóch–trzech dział kalibru 75–100 mm i czterech dział kalibru 65 mm. W zakresie uzbrojenia torpedowego – według początkowych założeń – okręty miały mieć stałą wyrzutnię dziobową i dwa podwójne obracalne aparaty torpedowe na pokładzie. Ostatecznie wybrano wariant uzbrojenia z dwoma działami kalibru 100 mm i czterema kalibru 65 mm oraz czterema wyrzutniami torped w dwóch podwójnych aparatach. Niszczyciele miały być napędzane turbinami parowymi zasilanymi przez kotły opalane paliwem płynnym, co miało się przekładać na osiągnięcie podczas prób prędkości 31 węzłów. 31 maja 1908 roku służba techniczna budowy okrętów, kierowana przez inż. Lhomme, wysłała do zainteresowanych stoczni dokument z ogólną specyfikacją, którą musiały spełniać nowe okręty, dając konstruktorom pełną swobodę, jeśli chodzi o realizację projektów. 
Niszczyciel został zamówiony przez marynarkę w stoczni Forges et Chantiers de la Gironde w Bordeaux 26 sierpnia 1908 roku, będąc jedną z trzech jednostek typu Bouclier tam zbudowanych. Budowa sfinansowana została z budżetu marynarki na rok 1908, przedłożonego 11 maja i zatwierdzonego 31 grudnia 1907 roku. Stępkę okrętu położono w 1909 roku, a zwodowany został 13 kwietnia 1911 roku. W ceremonii wodowania brał udział wyznaczony na dowódcę okrętu kpt. mar. (fr. lieutenant de vaisseau) Gerspach.
Po przeprowadzeniu prób stoczniowych okręt 20 czerwca 1911 roku przepłynął z Bordeaux do Lorient, gdzie od 27 lipca do 25 sierpnia przeprowadzone zostały wstępne próby morskie. W ich wyniku przekonstruowano turbiny, w celu zmniejszenia ich prędkości obrotowej, po czym od 25 do 27 marca 1912 roku przeprowadzono kolejne testy, po których dokonano wymiany śrub. W lipcu rozpoczęto oficjalne próby, których program obejmował pomiar liczby obrotów śrub przy prędkości 14 węzłów i przy prędkości maksymalnej, określenie zużycia paliwa przy prędkości 14 węzłów, pomiar prędkości maksymalnej podczas próby 6-godzinnej, sprawdzenie funkcjonowania wszystkich mechanizmów okrętowych oraz uzbrojenia artyleryjskiego i torpedowego. Podczas przeprowadzonych 19 lipca prób zużycia paliwa przy prędkości 14 węzłów kotły spalały 83,285 kg paliwa na milę morską. 26 lipca okręt przy wyporności 747,007 tony rozwinął prędkość 31,15 węzła. Na początku listopada podczas przeprowadzonych w pobliżu wysp Glénan prób z siłownią pracującą z maksymalną mocą doszło do poważnego uszkodzenia łożysk silnika i pęknięcia kilku rurek w skraplaczu i okręt powrócił do Lorient na holu holownika „Penmane”. Na początku kwietnia 1912 roku dowództwo okrętu objął kpt. mar. Eveillard.

## Dane taktyczno-techniczne

### Charakterystyka ogólna
Okręt był niszczycielem ze zbudowanym ze stali kadłubem o zaokrąglonym przekroju, z podwyższonym pokładem dziobowym sięgającym średnio 4,5 metra ponad wodnicę i mającym niewielki spadek. Konstrukcja kadłuba oparta była na czterech wzdłużnikach i wręgach, numerowanych od rufy. Blachy poszycia zewnętrznego miały grubość od 4 do 8 mm, a do stępki przymocowany był drewniany zewnętrzny kil. W celu redukcji kołysania na jednostce zamontowano stępki przeciwprzechyłowe. Stewa dziobowa była prawie prosta, z gładką krzywizną u dołu, rufa zaś miała wyraźny nawis. Okręt miał jeden ciągły pokład górny, na którym znajdowały się dwie nadbudówki: dziobowa i rufowa.
Kadłub podzielony był za pomocą pięciu głównych grodzi na przedziały wodoszczelne, dochodzące do wysokości górnego pokładu, wydzielające kotłownie dziobową i rufową, przedziały turbin, skrajnik dziobowy z taranem oraz skrajnik rufowy. Prócz tego istniały dwie dodatkowe grodzie, umieszczone w dziobowej i rufowej części kadłuba, a w kadłubie znajdowała się pokaźna liczba małych przedziałów wodoszczelnych wydzielonych lekkimi grodziami. W części dziobowej pokładu dolnego znajdowały się: magazyny żywności, wina i wody, prochu czarnego, amunicji artyleryjskiej oraz komory łańcuchowe i zbiornik paliwa, zajmujący całą szerokość kadłuba; w części rufowej znalazły się natomiast oficerskie magazyny żywności, amunicji artyleryjskiej i głowic torpedowych oraz zbiornik paliwa. Na pokładzie górnym pod pokładem dziobowym znajdowały się: kubryk załogi, pomieszczenia gospodarcze, kambuzy, umywalnie i toalety; kubryk załogi oraz kambuz mieściły się także w nadbudówce dziobowej, a kubryk podoficerów oraz kabiny oficerów i dowódcy znajdowały się w nadbudówce rufowej. Na końcu pokładu dziobowego znajdował się niski pomost bojowy ze sterówką oraz platforma reflektorów, a nadbudówkę rufową zajmowały pomieszczenia radiostacji, pisarza i toalety oficerskie. Na okręcie zainstalowano dwa maszty: główny, usytuowany za pomostem (o wysokości 21 metrów) i znacznie niższy drugi, znajdujący się na nadbudówce rufowej.
Długość całkowita okrętu wynosiła 77,2 metra (76,012 metra między pionami), szerokość całkowita 7,95 metra (7,804 metra na wodnicy) i maksymalne zanurzenie na rufie 2,94 metra. Wyporność normalna wynosiła 894 tony.
Załoga okrętu składała się zazwyczaj z 5–6 oficerów oraz 75–77 podoficerów i marynarzy.

### Urządzenia napędowe
Siłownia jednostki składała się z dwóch turbin parowych produkcji zakładów Bréguet, pracujących na dwie linie wałów zakończonych trójłopatowymi śrubami napędowymi o średnicy 2,16 metra i skoku 1,963 metra. Zespół turbin składał się z turbiny wysokiego ciśnienia, turbiny niskiego ciśnienia, turbiny biegu wstecznego i turbiny marszowej, usytuowanych w jednym korpusie. Dziobowa turbina napędzała prawoburtową linią wałów, zaś rufowa lewą. Parę dostarczały cztery kotły wodnorurkowe du Temple o ciśnieniu roboczym 16 kG/cm². Spaliny odprowadzane były do czterech niskich, zgrupowanych w pary kominów.
Maszyny osiągały łączną moc projektową 13 500 KM, co pozwalało na rozwijanie średniej prędkości maksymalnej co najmniej 31 węzłów przez sześć godzin. Zapas paliwa płynnego wynosił od 120 do 160 ton, co zapewniało zasięg wynoszący 1200–1400 Mm przy prędkości 12–14 węzłów .
Energia elektryczna wytwarzana była przez umieszczone w maszynowniach dwie prądnice o napędzie parowym. Na rufie znajdował się pojedynczy, częściowo zrównoważony ster, poruszany za pomocą parowej maszyny sterowej umiejscowionej na pokładzie głównym pod nadbudówką dziobową. Sterowanie okrętem odbywało się ze sterówki głównego pomostu bojowego, jak też pomostu rufowego (oba wyposażone były również w kompasy).

### Uzbrojenie i jego modyfikacje
Głównym uzbrojeniem artyleryjskim okrętu były dwa pojedyncze działa kalibru 100 mm M1893 L/45, umieszczone po jednym na dziobie i na nadbudówce rufowej. Długość działa wynosiła 4646,5 mm, a długość lufy 4500 mm (45 kalibrów – L/45); masa działa wynosiła 1700 kg, a masa osłony 28,5 kg. Armaty wykorzystywały amunicję rozdzielnego ładowania – pociski o masie 14,16 kg i umieszczone w metalowej łusce ładunki miotające o masie 3,7 kg. Maksymalna donośność wystrzeliwanego z prędkością początkową 740 m/s pocisku wynosiła 11 800 metrów, a szybkostrzelność 5–7 strzałów na minutę. Kąt ostrzału wynosił 240° dla działa dziobowego i 267° dla rufowego, a zapas amunicji 240-250 pocisków na lufę.
Artylerię drugiego kalibru stanowiły cztery pojedyncze działa kalibru 65 mm M1902 L/50, umieszczone parami na górnym pokładzie za pokładem dziobowym i obok nadbudówki rufowej. Długość działa wynosiła 3450 mm, a długość lufy 3250 mm; masa działa wynosiła 594 kg. Masa pocisku wynosiła 4 kg, a masa ładunku miotającego 1,425 kg. Maksymalna donośność wystrzeliwanego z prędkością początkową 870 m/s pocisku wynosiła 9000 metrów, a szybkostrzelność od 12 do 18 strzałów na minutę. Kąt podniesienia lufy wynosił od -16 do +20°, kąt ostrzału pary dział dziobowych 143° (rufowych 163°), a zapas amunicji 346 pocisków na lufę.
Magazyny amunicyjne dział wyposażone były w system zraszania i zalewania, a dostarczanie amunicji odbywało się za pomocą dwóch podnośników napędzanych silnikami elektrycznymi, z rezerwowym napędem ręcznym. Dane do strzelania uzyskiwano za pomocą systemu hydraulicznego Germaina.
Niszczyciel wyposażono w cztery nadwodne wyrzutnie torped kalibru 450 mm, umieszczone w dwóch podwójnych aparatach usytuowanych na górnym pokładzie na obu burtach między kominami a nadbudówką rufową. Masa aparatu wyrzutni wynosiła 1558 kg, a kąty naprowadzania po 45° w każdą stronę trawersu. Używano przeważnie torped M1909R, których łączny zapas wynosił sześć sztuk. Długość torpedy wynosiła 5,25 metra, a jej masa 710 kg (w tym głowica bojowa 110 kg). Pojemność zbiornika powietrza wynosiła 322 dm³, a jego ciśnienie 150 kG/cm². Zasięg dochodził do 2000 metrów przy prędkości 34 węzłów i 3000 metrów przy 30 węzłach.
W trakcie wojny uzbrojenie niszczyciela powiększyło się o pojedyncze działo przeciwlotnicze kalibru 47 mm oraz dwa karabiny maszynowe St Etienne kalibru 8 mm, a na pokład zabierano 8–10 bomb głębinowych systemu Guirauda.

### Wyposażenie
Na okręcie zamontowano jeden reflektor o średnicy 60 cm, umieszczony na platformie pomostu bojowego. Niszczyciel wyposażony był w dwie kotwice admiralicji, umieszczone na obu burtach na specjalnych platformach kotwicznych i podnoszone zamontowaną na dziobie wciągarką z napędem parowym oraz ręcznym. Do łączności wewnętrznej służyło co najmniej 10 głównych linii rur głosowych, prowadzących do poszczególnych stanowisk i pomieszczeń. Jako środki ratownicze i komunikacyjne na okręcie znajdowały się: 7-metrowy ponton, 7-metrowy welbot, 4-metrowy jol oraz dwie szalupy Burtona.

## Służba

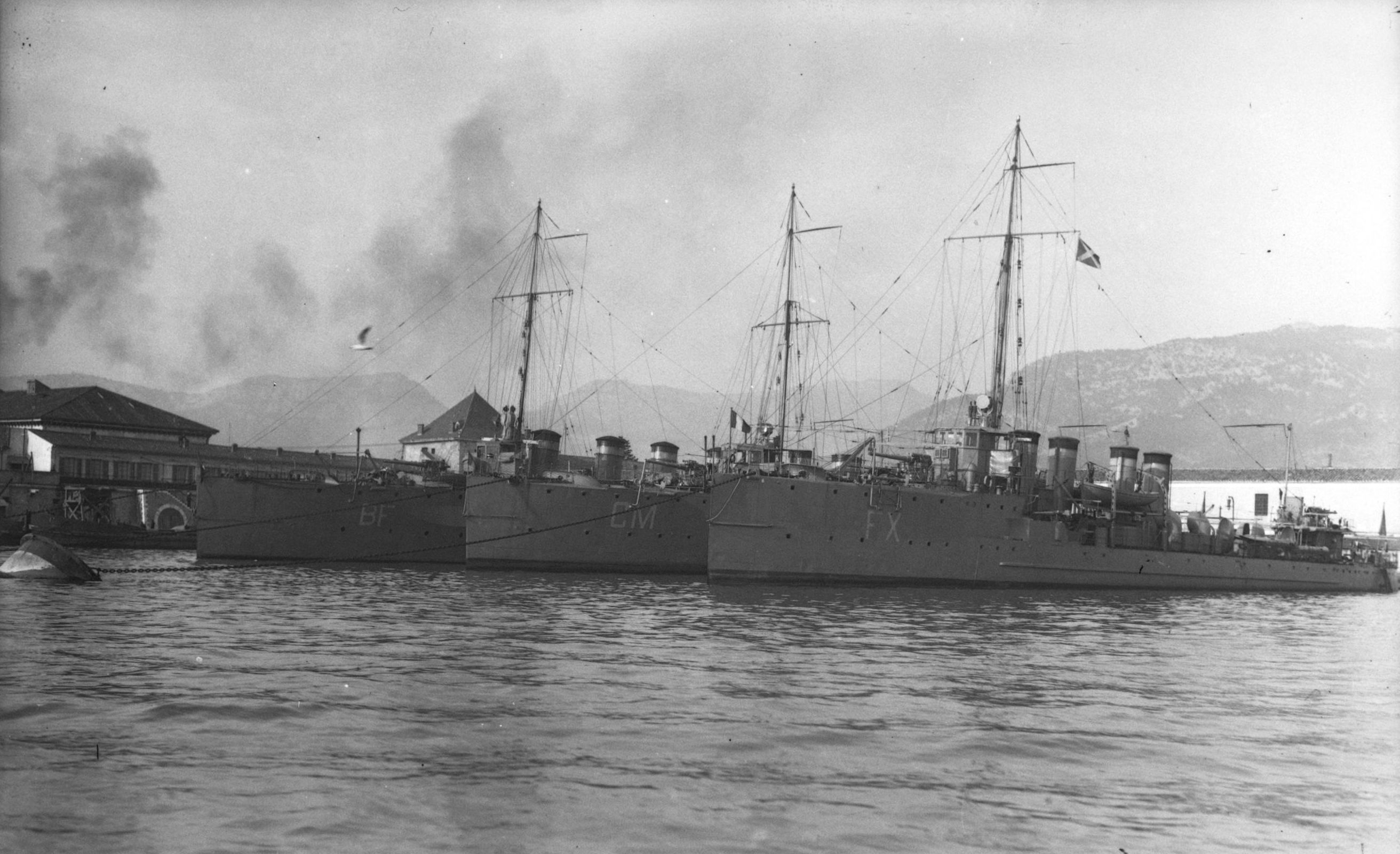
Niszczyciele „Boutefeu”, „Cimeterre” i „Faulx” w Tulonie w 1914 roku

„Cimeterre” został wcielony do służby w Marine nationale 10 września 1912 roku. Jednostka otrzymała numer identyfikacyjny M66 i znak burtowy „CM”. 16 października okręt wyszedł z Lorient w rejs na Morze Śródziemne, docierając 27 października do Tulonu; po przybyciu „Cimeterre” został przyporządkowany do 1. dywizjonu niszczycieli 1. Armii Morskiej. Na początku listopada dowódcą okrętu został mianowany kpt. mar. Dunoyer.
Między 21 a 23 kwietnia 1913 roku okręty 1. i 5. dywizjonu niszczycieli wraz z „Bouclierem” i pancernikami „Condorcet”, „Danton”, „Mirabeau”, „Vergniaud” i „Voltaire” wzięły udział w kolejnych ćwiczeniach floty. 1 października „Cimeterre” nadal należał do 1. dywizjonu niszczycieli, w skład którego wchodziły: „Casque” (okręt flagowy), „Bisson”, „Boutefeu”, „Commandant Rivière”, „Dague”, „Dehorter”, „Faulx” i „Fourche”.
Na początku 1914 roku „Cimeterre” trafił do sformowanego 1 stycznia 6. dywizjonu niszczycieli, w składzie którego znalazły się ponadto „Commandant Rivière” (okręt flagowy), „Bisson”, „Commandant Bory”, „Commandant Lucas”, „Dehorter”, „Magon” i „Renaudin”. 22 kwietnia 2., 3. i 6. dywizjon niszczycieli zabezpieczały wyjście na ćwiczenia 1. eskadry pancerników, 2. lekkiej eskadry i dywizjonu uzupełnień, zawijając następnie do Hyères, Golfe-Juan i powracając 30 kwietnia do Tulonu.
1 sierpnia 1914 roku, tuż przed wybuchem I wojny światowej, „Cimeterre” nadal znajdował się w Tulonie w składzie 6. dywizjonu niszczycieli (wraz z „Commandant Rivière”, „Bisson”, „Commandant Bory”, „Magon”, „Protet” i „Renaudin”).

### I wojna światowa
3 sierpnia 1914 roku okręty 6. dywizjonu niszczycieli udały się do Philippeville. 8 sierpnia okręty wyszły do Bizerty, mimo że niektóre okręty nie zostały zatankowane z powodu braku mazutu w bazie; w rezultacie kilka niszczycieli musiało być holowanych (m.in. „Cimeterre” przez pancernik „Vérité”).Po zerwaniu 11 sierpnia stosunków dyplomatycznych z Austro-Węgrami, okręty 1. Armii Morskiej udały się dwa dni później na Maltę, skąd podjęły patrole na Adriatyku.
25 sierpnia niszczyciele 1. i 6. dywizjonu udały się w składzie Grupy Specjalnej (którą tworzyły pancerniki „Courbet” i „Jean Bart”, krążownik „Jurien de la Gravière”, tender wodnosamolotów „Foudre” oraz okręty podwodne należące do 2. dywizjonu z flagowym „Dehorterem”) w rejon Cieśniny Otranto, operując następnie na Adriatyku. Od października do grudnia niszczyciele 1. i 6. dywizjonu oraz „Bouclier” eskortowały konwoje dostarczające zaopatrzenie Czarnogórze.
W styczniu i lutym 1915 roku okręt nadal pełnił służbę konwojową na Adriatyku. 4 kwietnia niszczyciele 1. i 6. dywizjonu oraz „Bouclier”, „Aventurier” i „Téméraire” eskortowały zmierzający do portu w Antivari transportowiec „Whitehead”, a 21 kwietnia transportowiec „Numidia”, przewożący sprzęt radiowy do Dulcigno. 28 kwietnia niszczyciele 1. i 6. dywizjonu oraz „Bouclier” wypłynęły z misją ratowniczą w rejon zatonięcia krążownika pancernego „Léon Gambetta”, powracając do Navarino dwa dni później. Po przystąpieniu 23 maja Włoch do wojny po stronie Ententy, niszczyciele 6. dywizjonu oraz „Bouclier” udały się do portów nowego sojusznika.
W grudniu 1915 roku francuskie siły eskortowe bazujące w Brindisi zostały wzmocnione do rozmiarów flotylli, która składała się z dwóch dywizjonów liczących łącznie 12 niszczycieli (poważnie uszkodzony po wejściu na mieliznę „Cimeterre” w tym czasie przechodził remont stoczniowy). 15 kwietnia 1916 roku „Cimeterre” prawdopodobnie nadal wchodził w skład 6. dywizjonu 1. Flotylli niszczycieli w Brindisi, razem z niszczycielami „Bisson”, „Commandant Bory”, „Commandant Lucas”, „Commandant Rivière”, „Magon” i „Protet”.
Wieczorem 14 maja 1917 roku austro-węgierskie krążowniki „Helgoland”, „Novara” i „Saida” w eskorcie niszczycieli wyszły z Cattaro w celu zniszczenia alianckich sił blokujących Cieśninę Otranto, co doprowadziło do bitwy. Rankiem 15 maja przebywający na patrolu na wodach cieśniny zespół niszczycieli (w składzie: włoski „Carlo Mirabello” oraz francuskie „Cimeterre”, „Bisson”, „Boutefeu” i „Commandant Rivière”) dostał informację o ataku przeciwnika i ruszył w jego kierunku. Wrogie okręty zostały dostrzeżone o godzinie 06:45, a około godziny 07:00 rozpoczęła się krótka wymiana ognia z odległości 8500 metrów. Przewaga ogniowa sił austro-węgierskich spowodowała wycofanie się zespołu niszczycieli z walki artyleryjskiej, podążał jednak za przeciwnikiem do czasu uszkodzeń odniesionych najpierw przez „Carlo Mirabello”, a następnie „Commandanta Rivière”; „Cimeterre” i „Bisson” także musiały zaprzestać pościgu, by chronić uszkodzone okręty przed możliwymi atakami okrętów podwodnych. Zespół, z „Commandantem Rivière” na holu „Carlo Mirabello”, powrócił do Brindisi wieczorem. W końcówce listopada 1917 roku „Cimeterre” nadal przyporządkowany był do składu 6. dywizjonu niszczycieli (wraz z „Bissonem”, „Commandantem Bory”, „Commandantem Rivière” i „Dehorterem”).
W nocy z 22 na 23 kwietnia 1918 roku austro-węgierskie niszczyciele „Csepel”, „Dukla”, „Lika”, „Triglav” i „Uzsok” wyszły z Cattaro z zamiarem zaatakowania zachodniej części blokady Cieśninę Otranto. W tym czasie rejon patrolowało sześć alianckich niszczycieli, w tym „Cimeterre”. O godzinie 21:30 austro-węgierskie okręty zostały zauważone przez brytyjskie niszczyciele HMS „Jackal” i HMS „Hornet”, które otworzyły ogień w kierunku wroga. Austro-węgierskie niszczyciele po zadaniu uszkodzeń przeciwnikowi rozpoczęły odwrót, ścigane przez pozostałe okręty alianckie, jednak pościg został wkrótce przerwany ze względu na zagrożenie minowe.
20 czerwca 1918 roku „Cimeterre”, „Dehorter” i cztery inne niszczyciele wraz z brytyjskimi krążownikami HMS „Lowestoft” i HMS „Dartmouth” wzięły udział w rajdzie na albańskie wybrzeża, podczas którego oba francuskie okręty zostały zaatakowane przez samoloty przeciwnika, które zrzuciły na nie kilka niecelnych bomb. Według stanu na 1 lipca „Cimeterre” był nadal w składzie operującego z Mudros 6. dywizjonu niszczycieli i pozostał w nim do czasu zakończenia wojny.

### Służba powojenna
Od grudnia 1918 do początku 1919 roku „Cimeterre” przebywał na Morzu Czarnym, wchodząc w skład sił alianckich przejmujących kontrolę nad obszarem zajmowanym dotychczas przez Niemców po podpisaniu traktatu brzeskiego. Między 1919 a 1921 rokiem „Cimeterre”, „Casque”, „Commandant Bory”, „Commandant Lucas”, „Commandant Rivière”, „Francis Garnier”, „Magon”, „Mécanicien Principal Lestin” i „Protet” zostały odstawione do rezerwy. 15 czerwca 1921 roku „Cimeterre” ponownie rozpoczął okres czynnej służby, tym razem w barwach 9 dywizjonu niszczycieli, przeorganizowanego 1 kwietnia 1922 roku w 3 dywizjon. W dniach 27 i 28 maja 1923 roku „Cimeterre” wraz z pancernikami „Bretagne”, „Courbet” i „Jean Bart”, niszczycielami „Amiral Sénès”, „Bouclier”, „Casque”, „Commandant Bory”, „Francis Garnier”, „Mangini” i „Matelot Leblanc” oraz okrętami podwodnymi „Fulton”, „Joessel”, „Néréïde” i „Jean Autric” odwiedził Algier. Jednostkę wycofano ze służby 10 lipca 1926 roku.